# Lanzamiento de piedras por judíos israelíes
El lanzamiento de piedras por judíos israelíes se refiere a la actividad criminal de lanzamiento de piedras por parte de judíos israelíes en el Mandato británico de Palestina, el Estado de Israel, la Franja de Gaza y Cisjordania, y Jerusalén. Incluye material sobre el lanzamiento de piedras interno, en el que los judíos ultraortodoxos arrojan piedras a otros judíos como protesta contra lo que consideran violaciones de las leyes religiosas relativas al Sabbat, ropa modesta para las mujeres y cuestiones similares, además de material sobre el lanzamiento de piedras por parte de extremistas en el movimiento de colonos.

## Incidentes históricos
Tras el asunto de los sargentos, la tarde del 31 de julio de 1947, grupos de policías y soldados británicos arrasaron Tel Aviv, rompiendo cristales de tiendas y autobuses, volcando coches, robando un taxi y agrediendo a miembros de la comunidad judía. Luego, grupos de jóvenes judíos salieron a las calles y comenzaron a apedrear a las patrullas policiales a pie, que luego fueron retiradas de la ciudad. Al enterarse de las lapidaciones, sin esperar órdenes, miembros de unidades móviles de policía estacionadas temporalmente en el complejo de seguridad de Citrus House entraron en Tel Aviv en seis vehículos blindados. Estos policías abrieron fuego contra dos autobuses, mataron a un judío e hirieron a otros tres en el primer autobús y mataron a tres judíos más en el segundo. Los policías también golpearon a los transeúntes, destrozaron escaparates y asaltaron dos cafés, detonando una granada en uno de ellos. En un café intentaron secuestrar a un judío, pero fueron repelidos por los clientes. Cinco judíos murieron y 15 resultaron heridos.
A raíz de la masacre de Deir Yassin de 1948, llevada a cabo por las milicias Irgún y Leji, en la que se estima que murieron 107 aldeanos palestinos y 13 combatientes, y que siguió a los intentos del Yishuv de aliviar el bloqueo de Jerusalén por las fuerzas árabes palestinas durante la guerra civil que precedió al fin del dominio británico en Palestina, los sobrevivientes palestinos fueron cargados en camiones y luego desfilados por Jerusalén Occidental mientras los judíos les escupían y les arrojaban piedras.
En los relatos de la batalla que condujo a la muerte del Convoy de los 35 en enero de 1948, se describe a uno de los combatientes judíos luchando hasta que se le acabaron las municiones y luego arrojando piedras a la fuerza árabe atacante. Los 35 miembros del convoy murieron en batalla.

## Incidentes ultraortodoxos
En 1985-1986 estallaron ataques ultraortodoxos contra propiedades, que incluyeron lanzamiento de piedras, vandalismo e incendios provocados en paradas de autobús, para protestar contra carteles que mostraban lo que consideraban mujeres inmodestas.
Los israelíes judíos ortodoxos arrojaron piedras a los coches que pasaban a lo largo de 2009 para protestar por las infracciones del Sabbat. En junio y julio estallaron protestas a gran escala, con lanzamiento de piedras, en respuesta a la apertura de un aparcamiento cerca del ciudad vieja de Jerusalén. El 9 de agosto, el alcalde de la ciudad de Jerusalén, Nir Barkat, fue apedreado por decenas de manifestantes ultraortodoxos que lo responsabilizaron de la apertura del aparcamiento.
Tirar piedras a los coches que circulan en violación del sábado judío es una práctica entre la comunidad judía haredi, como la comunidad jasídica. A petición de la policía de Jerusalén, la práctica fue suspendida durante la Primera Intifada. La policía israelí también fue apedreada el sábado en protesta por el funcionamiento de establecimientos comerciales. En Mea Shearim, las mujeres que lucen 'vestimentas inmodestas' a menudo han sido lapidadas, aunque esto también se ha informado en Beit Shemesh. Los miembros de Mujeres del Muro, un grupo de protesta que defiende el derecho de las mujeres a rezar en el Muro de las Lamentaciones, también han sido objeto de lapidación por parte de los judíos haredim, al igual que los manifestantes por los derechos de los homosexuales. A veces, el lanzamiento de piedras haredí tiene una naturaleza política, como en la protesta por el arresto de miembros prominentes de la comunidad arrestados bajo sospecha de cosas como lavado de dinero y fraude fiscal. Los palestinos en el campo de refugiados de Shuafat han sido atacados por los haredim de Ramat Shlomo. En octubre de 2000, a raíz de manifestaciones y disturbios de árabes israelíes y palestinos que incluyeron lanzamiento de piedras, la mezquita Hassan Bek en Jaffa fue apedreada por judíos e intentaron prenderle fuego.
También se han producido lanzamientos de piedras por parte de judíos haredíes para protestar contra el reclutamiento del ejército y la investigación arqueológica. A menudo lo llevan a cabo judíos haredíes que creen que un barrio o ciudad en particular les pertenece y desean protegerlo de cualquier oposición. La actividad entre los círculos haredíes de Israel ha sido documentada en Jerusalén desde principios de los años 1970. Según un portavoz de Hiddush, la violencia ultraortodoxa (incluido el lanzamiento de piedras) en barrios dominados por ultraortodoxos como Mea Shearim ha evolucionado desde luchas religiosas hasta la mera entrada de agencias gubernamentales o proveedores de servicios.
Desde varios años antes de 2012, se volvió «común» arrojar piedras a los conductores que violaban lo que los lanzadores de piedras consideran la santidad del día santo al conducir por la carretera de Hebrón en Jerusalén en la víspera de Yom Kippur, después de la conclusión de los servicios de oración.

## Por colonos
Aunque ha habido varios casos de colonos de los asentamientos israelíes que arrojaron piedras a los palestinos, también se sabe que los colonos arrojaron piedras al Ejército de Israel. Según Daniel Byman, arrojar piedras a los coches palestinos es una de varias técnicas violentas, como la política de la etiqueta de precios, utilizadas por los colonos para presionar al gobierno para que no reprima a los extremistas en sus filas.
Las similitudes entre el lanzamiento de piedras por parte de los colonos y los palestinos han producido diferentes respuestas por parte de las FDI. Según B'Tselem, en Hebrón, donde el lanzamiento de piedras es frecuente, cuando los jóvenes colonos de las colinas apedrean tanto a palestinos como a los Community Peacemaker Teams (CPT), se dice que las FDI responden a las quejas diciendo que quienes lanzan piedras son «sólo niños», y los arrestos o intervenciones son raros. Cuando los jóvenes palestinos de Hebrón arrojan piedras, las mismas unidades no dudan en arrestar a los culpables y culpar a sus padres. Se sabe que los colonos tienden emboscadas y arrojan piedras a los coches con matrícula palestina, según Neve Gordon, para aterrorizarles y obligarlos a no resistirse a su desposesión o para «persuadirles» de que abandonen determinadas zonas. Los jóvenes colonos de las colinas del asentamiento de Yitzhar han apedreado a los coches de policía que se atreven a entrar en su asentamiento.
Yehuda Shaul y Noam Chayut, quienes ayudaron a crear Breaking the silence, informaron que se vio a jóvenes colonos arrojando piedras a una anciana que llevaba bolsas de comestibles, y cuando se les preguntó por qué la apedrearon y le preguntaron al soldado si sabía lo que la palestina anciana había hecho durante la matanza de Hebrón de 1929. Esto fue, para Shaul, un factor determinante para sacarlo de su estancamiento moral. Según un trabajador de campo de Community Peacemaker Teams, los jóvenes colonos frecuentemente habían apedreado a niños palestinos de Al Bowereh cuando caminaban a la escuela; El personal del CPT escoltó a los niños de camino a la escuela para protegerlos. Según Sandy Tolan, Amnistía Internacional y testimonios de soldados israelíes, incidentes similares han ocurrido en otras zonas de las colinas del sur de Hebrón, por ejemplo en lugares como Tuba y At-Tuwani, donde los colonos han lanzado regularmente piedras y huevos a niños palestinos. de Havat Ma'on, además de ser atacados por los perros de los colonos cuando los niños se dirigen a la escuela. Según el CPT, en 2003, colonos de Ma'on y Har Hebron atacaron con disparos y piedras a agricultores palestinos, Ta'ayush, y a activistas del CPT que intentaban arar un campo.
Organizaciones palestinas y de derechos humanos como Yesh Din y Rabinos por los Derechos Humanos han filmado a colonos arrojando piedras a los agricultores palestinos y han presentado denuncias formales. En solo un período de dos meses en 2017, se grabaron en vídeo nueve episodios de este tipo, que a menudo atestiguan la presencia de soldados israelíes esperando mientras se arrojaban piedras, pero no se formularon acusaciones.
En 2015, un fotógrafo israelí captó a unos palestinos que protegían a una policía israelí de los colonos cerca de Aish Kodesh arrojándole piedras.
Los colonos israelíes han utilizado el lanzamiento de piedras para impedir que los palestinos utilicen carreteras que los colonos consideran suyas, o como venganza de los colonos contra conductores de automóviles no relacionados.
Se cree que los colonos israelíes son responsables de la  muerte de Aisha Muhammad Talal al-Rabi, una mujer de 47 años y madre de ocho hijos, al-Rabi, de la aldea de Biddya. El incidente tuvo lugar el 12 de octubre de 2018. El coche de la familia fue golpeado con piedras mientras su marido conducía cerca del puesto de control de Za'atara en Tapuach Junction y después de que perdió el control del vehículo cuando fue golpeado por una ráfaga de piedras, ella recibió otra piedra en la cabeza. Finalmente, cinco jóvenes israelíes del asentamiento israelí de Rehelim fueron detenidos. Cuatro fueron liberados bajo arresto domiciliario en enero, y el quinto, un menor acusado de homicidio, también fue puesto en libertad en las mismas condiciones a principios de mayo de 2019. Después del incidente, a su marido Yaqoub y a sus familiares se les cancelaron los permisos para trabajar en Israel.

## Franja de Gaza
Durante la ocupación israelí de la Franja de Gaza, surgieron informes de incidentes en los que colonos judíos arrojaron piedras, particularmente durante el período previo a la ejecución de la retirada israelí de los asentamientos de esa zona, e incluida dicha ejecución. Esta última medida en 2005 fue respondida por protestas en las que los colonos arrojaron piedras contra casas palestinas en al-Mawasi, cerca de Gush Katif . En un caso, un joven palestino, Haled el-Astal (16) murió después de ser golpeado por piedras arrojadas por colonos que habían ocupado un edificio palestino y, cuando fueron desalojados, provocaron un alboroto que provocó un enfrentamiento entre las dos partes. cerca de Tal Yam. En el lugar se encontraba un soldado de las FDI. Ambos bandos arrojaron piedras y otros dos palestinos resultaron heridos. Más tarde ese año, en agosto, las tropas de las FDI a las que se había ordenado supervisar la evacuación fueron apedreadas tanto por los colonos como por sus simpatizantes en Neve Dekalim.

## Etíopes israelíes en Tel Aviv
Peter Beinart escribe que existen similitudes entre las reacciones políticas en Israel y Estados Unidos ante las protestas de lanzamiento de piedras por parte de israelíes etíopes y afroestadounidenses. Se condena la violencia, pero se hace un llamado a investigar y atender los problemas que dan origen a tales episodios. Luego pregunta por qué las actitudes israelíes son diferentes cuando quienes lanzan las piedras resultan ser palestinos. En los primeros casos, sostiene, se reconocen los agravios detrás de la violencia y se hacen promesas de repararlos. El sitio web de las FDI califica todos los lanzamientos de piedras palestinos como «no provocados» y como «amenazas a la estabilidad de la región» y, sin embargo, Beinart cree que es absurdo caracterizar el comportamiento de «personas que han vivido durante casi medio siglo bajo la ley militar» y sin libre circulación, ciudadanía ni derecho a voto», sin provocación.

## Incidentes controvertidos
El 18 de julio de 1988, Edmond Ghanem (17), un cristiano palestino, caminaba por una calle de Beit Sahour adyacente a un «puesto de vigilancia del ejército israelí en la azotea cerca de su casa» cuando fue asesinado por una piedra o un «bloque de hormigón» que le cayó encima. El alcalde de Beit Sahour, Hanna Atrash, dijo a The Guardian que había «escuchado el choque», vio a Ghanem tendido en el suelo, luego «levantó la vista y vio a un soldado que se sujetaba la cabeza con ambas manos con asombro». El comandante israelí inmediatamente buscó a la familia y le explicó al padre de Edmond, Jalal, que «el concreto había sido usado para pesar la tienda de vigilancia y se había volcado por accidente». El ejército israelí permitió que la familia celebrara un gran funeral, al que asistió todo el pueblo, convirtiendo el funeral en una marcha de protesta en la que los aldeanos afirmaron que Ghanem fue asesinado deliberadamente. Los aldeanos alegaron que un «soldado israelí arrojó la piedra». Una investigación de las FDI concluyó que se trató de un 'accidente trágico', y que «la piedra sujetaba una lona para dar sombra a los soldados en el techo y fue arrojada a la calle por una ráfaga de viento». Varios libros y artículos han repetido la afirmación de que se arrojó deliberadamente una piedra a Ghanem.

## Sentencia
El periódico israelí Haaretz señaló que las penas para los judíos israelíes que arrojan piedras son más indulgentes que las para los no judíos, particularmente en el caso de menores. Tomó nota, por ejemplo, de casos en los que se ofrecía la opción de realizar servicios comunitarios.

## Reacciones
En mayo de 2015, los Países Bajos advirtieron a sus ciudadanos sobre viajar cerca de los asentamientos de Cisjordania en los siguientes términos: «Los colonos judíos viven en asentamientos ilegales en Cisjordania... Estos colonos organizan regularmente manifestaciones cerca de las carreteras. Estas manifestaciones son a veces violentas. Esto sucede cuando los colonos arrojan piedras contra vehículos palestinos y extranjeros». La advertencia identificó específicamente las colinas alrededor de Hebrón y Nablus como potencialmente peligrosas, donde «los colonos extremistas pueden ser hostiles».